# Museo dell'Opera di Santa Chiara
Il Museo dell'Opera di Santa Chiara è un museo di Napoli ubicato nel trecentesco monastero omonimo.
Il museo è nato nel 1995 con la funzione di ricostruire la storia della fabbrica della chiesa di Santa Chiara, considerata tra le maggiori costruzioni di arte gotica di Napoli.

## Descrizione
Il museo dell'Opera di Santa Chiara conserva opere già del monastero, o di altri conventi francescani cittadini soppressi nel XIX secolo, o frammenti di monumenti presenti un tempo in basilica e poi gravemente danneggiati durante i bombardamenti alleati. Esso consta di diverse sezioni:
- Sala dell'archeologia;
- Sala della Storia;
- Sala delle reliquie;
- Sala dei marmi.

Al circuito museale dell'Opera fanno parte inoltre anche:
- i chiostri di Santa Chiara, col celebre chiostro maiolicato delle Clarisse;
- l'area archeologica sottostante la basilica;
- la sacrestia ed il coro delle monache della basilica di Santa Chiara.

### Sale museali
La sala dell'archeologia si sviluppa esternamente al chiostro delle Clarisse e presenta un'esposizione di oggetti in ceramica e di marmo, reperti della costruzione della chiesa, come alcune anfore per la conservazione del vino e dell'olio databili al IV secolo e un più antico capitello in stile corinzio (II-III secolo). La sala mostra al suo interno anche parte degli scavi archeologici databili al I secolo e che poi si sviluppano anche all'esterno, costituendo di fatto il più completo sito archeologico termale di epoca romana a Napoli.
La sala della storia espone pannelli e oggetti che ricostruiscono la storia del complesso. Tra i più rilevanti si segnalano: il calco ottocentesco in gesso di una delle due colonne tortili marmoree, di età sveva e distrutte nel 1943 durante la seconda guerra mondiale; la ruota conventuale del Seicento; una vasca trecentesca; due vasi da fiori in maiolica, i soli superstiti dei tanti disegnati per il chiostro delle Clarisse da Domenico Antonio Vaccaro.
La sala dei marmi, senza dubbio l'ambiente più importante del museo per la ricchezza delle opere d'arte che racchiude, vede concentrati numerosi frammenti marmorei e sculture datate dal XIV al XVIII secolo e provenienti direttamente dai sepolcri della chiesa e del monastero, andati poi parzialmente distrutti durante gli ultimi eventi bellici. Tra i pezzi più rilevanti vanno menzionati:
- bassorilievi con Storie di Santa Caterina d'Alessandria di Giovanni e Pacio Bertini, datati 1345 ed un tempo in controfacciata della chiesa;
- 4 statue marmoree già nell'altare gotico, tre delle quali attribuite ai fratelli Bertini ed una di ignoto;
- frammenti del monumento funebre a Roberto d'Angiò attribuiti ai fratelli Bertini;
- bassorilievi della Crocifissione e della Visitazione, datati XIV secolo ed attribuiti a Tino di Camaino;
- statue trecentesche della Fortezza e Giustizia attribuite alla cerchia di Camaino;
- statua trecentesca di scrivano di Antonio Baboccio da Piperno facente parte del monumento ad Antonio Penna presente in basilica;
- statua di Sant'Antonio di Padova del XVI secolo;
- Sepolcro di Carlo Cito Filomarino, datato 1787 ed eseguito da Giuseppe Sanmartino;
- Sepolcro di Baldassarre Cito Filomarino, di fine XVIII secolo ad opera del Sanmartino e di Angelo Viva.

La sala dei reliquiari contiene arredi sacri, custodie lignee e di argento, stendardi, come la pace che raffigura la Visitazione del XVI secolo, un drappo processionale del Seicento, le maioliche del XVIII secolo e il busto dell'Ecce Homo scolpito da Giovanni da Nola nel 1520.